# كريس بومونت
كريس بومونت (بالإنجليزية: Chris Beaumont)‏ (5 ديسمبر 1965 بشفيلد في المملكة المتحدة - ) هو لاعب كرة قدم بريطاني في مركز الوسط. لعب مع ستوكبورت كونتي ونادي تشيسترفيلد ونادي روتشديل وأوست تاون ‏ ودنابي يونايتد.

## وصلات خارجية
- كريس بومونت على موقع قاعدة بيانات كرة القدم.إي يو (الإنجليزية)
- كريس بومونت على موقع Soccerbase.com (لاعب) (الإنجليزية)